# Антихайп
«Антиха́йп» — российское музыкальное объединение, созданное Андреем Замаем.
Главной идеологией объединения является постирония: участники постоянно ходят на грани между серьёзностью и юмором.

## История
Слава КПСС и Андрей Замай познакомились ещё в 2013 году на концерте группы «Ленина Пакет», оба выступали на разогреве. Ещё до этого Замай судил онлайн-баттл, в котором участвовал Слава.
В 2014 году Букер Д.Фред и Гнойный попали на первый сезон SlovoSpb и впоследствии продолжили общаться. В 2016 году Виктор СД замечает перспективных, по его мнению, баттл-рэперов и через Замая подписывает их на свой лейбл «Ренессанс», последний в свою очередь предложил создать объединение.
Всероссийскую популярность объединение получило после победы Гнойного над Оксимироном в их баттле летом 2017 года.
В финальном выпуске шоу «Успех» на СТС 24 декабря 2017 года Гнойный принял в объединение Филиппа Киркорова, который был лишь формальным членом объединения и не принимал участия в его жизни.
12 августа 2018 по решению Андрея Замая Booker был исключён из объединения.

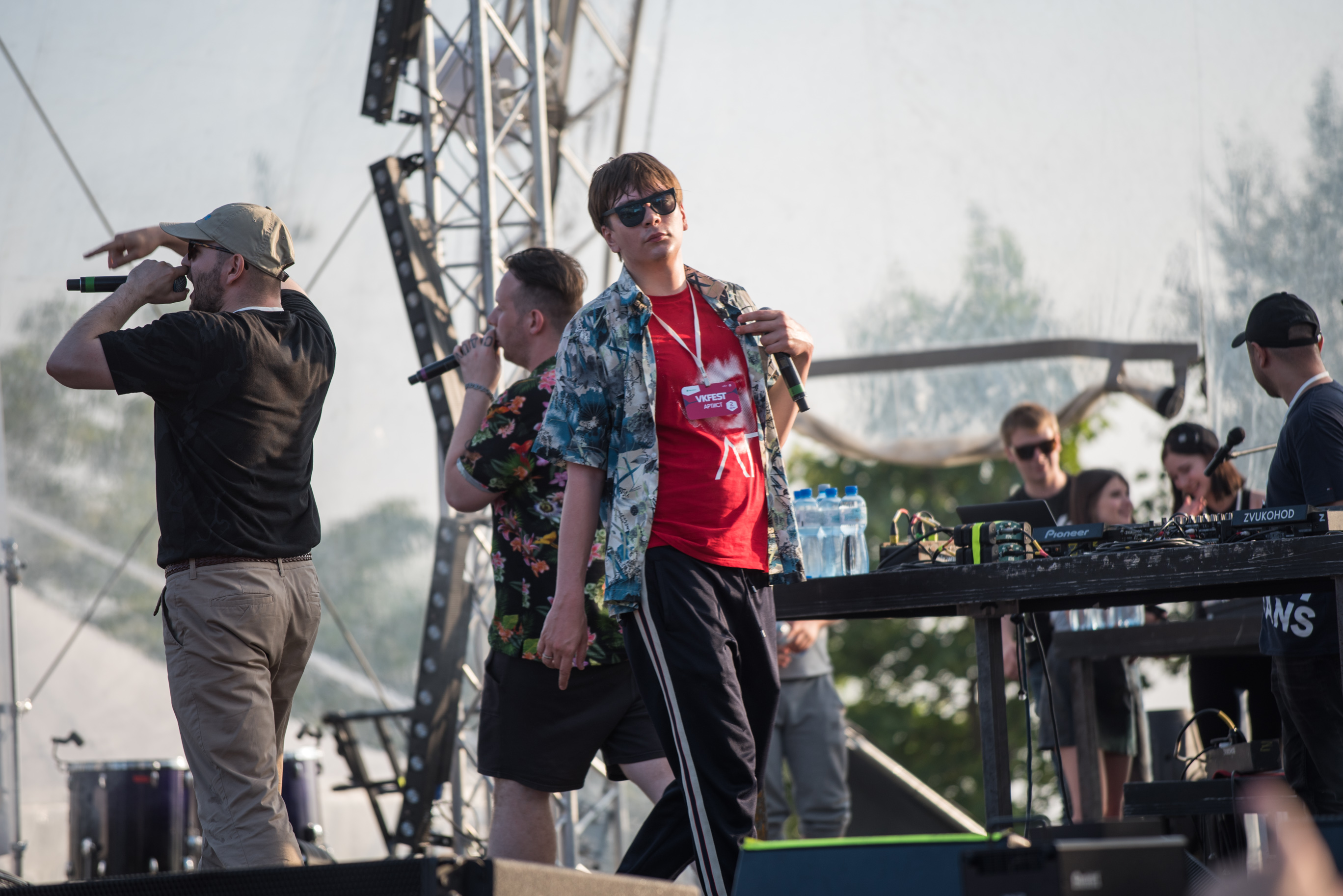
Выступление объединения «Антихайп» (слева направо: Замай, СД, Слава КПСС) на VK Fest 2018 в Санкт-Петербурге.

В 2019 году вышел клип «Мы из „Антихайпа“», в котором стало известно, что на протяжении года в команде Оксимирона на Versus: Fresh Blood 4 баттлил «тайный агент „Антихайпа“» Микси, который якобы специально на протяжении года издевался над Мироном. До сих пор не ясно, была это просто шутка или продуманный ход.
18 сентября 2020 года Замай исключил Киркорова из «Антихайпа» за клип в поддержку Лукашенко
27 февраля 2022 года в Москве был проведён 8-часовой «Антихайп Фестиваль», на котором также выступали диджей Артур iamfirstfeel, музыканты Booker, CMH, ДА СТ и стендап-комики Евгений Сидоров и Гарик Оганисян. 11 июня того же года на канале «VSRAP» состоялся рэп-баттл между Букером и Лидой, победитель которого вступал в «Антихайп». Победу одержал последний.

## Состав
- Замай (с 2016)
- Слава КПСС (с 2016)
- СД (с 2016)
- Lida (с 2022)

### Бывшие участники
- Booker (2016—2018)
- Филипп Киркоров (2017—2020)[7]

## Благотворительность и гражданская позиция
6 октября 2017 года СБУ запретила Славе КПСС и Букеру въезд на территорию Украины.
В 2018 году киберспортивный клуб Virtus.pro назвал одну из команд «Антихайп», что повлекло со стороны СД угрозы судебными разбирательствами.
7 февраля 2019 года Замай подписал открытое письмо в поддержку бывшего главного редактора «Псковской губернии» и корреспондентки сайта «Радио Свобода» Светланы Прокопьевой. 12 февраля того же года Слава КПСС на своём YouTube-канале запустил челлендж «Подари бабушке „Антихайп“», где ходил по магазинам и оплачивал пенсионерам покупки, призывая фанатов делать так же.
7 октября 2019 года все участники «Антихайпа» подписали открытое письмо в поддержку фигурантов «московского дела».
В марте 2020 года совместно с «Мам, купи!» выпустили благотворительный мерч «Срок», прибыль с которого пошла на помощь политзаключённым. 11 августа того же года Слава КПСС выпустил дисс на тот момент врио губернатора Хабаровского края Михаила Дегтярёва, в котором выступил против ареста бывшего губернатора Хабаровского края Сергея Фургала.
8 сентября 2021 года на канале «VSRAP» вышел ролик, где Слава КПСС в поддержку Хованского перепевает его песни, 21 октября выпускает альбом в поддержку Хованского, а уже 27 декабря вместе с Замаем записали серию видеообращении с требованиям отпустить блогера.
В 2022 году СД вступает в движение «Рэп против войны» и высказывается против вторжения России на Украину, а также записывает песни, посвящённые этому событию. В одной из песен «Старый двор» он «проходится» по действиям Путина, а в другой песне «Родина» высмеивает солдат, которые пошли на войну, критикует политический режим РФ.
В 2023 году Замай и СД выступили против вторжения России на Украину и покинули страну, Слава КПСС же остался в России, несмотря на высказывания против войны.
В сентябре 2023 года Замай занимался сбором денежных средств на помощь заключённому Борису Кагарлицкому, арестованному за «оправдание терроризма».
В 2024 году Слава КПСС организовал благотворительный концерт и вырученные деньги направил людям, пострадавшим от атак ВСУ в Курской области.

## В массовой культуре
В общественности слово «антихайп» стало нарицательным и имеет сразу два значения: синоним слова «постирония», а также противопоставление себя чему-либо популярному. Культурный феномен же заключается в том, что участники создали термин, который передаёт идеологию объединения, но при этом люди, использующие этот термин, могут ничего не знать об «Антихайпе» как о рэп-коллективе.

## Дискография

### Студийные альбомы
| Год выпуска | Дата        | Имя               | Название                        |
| ----------- | ----------- | ----------------- | ------------------------------- |
| 2016        | 7 октября   | Booker            | «Юность»                        |
| 2017        | 3 апреля    | Слава КПСС, Aux   | «Чай вдвоём»                    |
| 2017        | 11 апреля   | Booker            | «HURRT TAPE»                    |
| 2017        | 21 апреля   | СД                | «Нормальная тема»               |
| 2017        | 4 сентября  | Booker            | «Фристайло»                     |
| 2017        | 25 октября  | Слава КПСС        | «Солнце мёртвых»                |
| 2017        | 14 февраля  | Замай             | «Из замка в замок»              |
| 2018        | 20 марта    | Booker            | «Дурак и молния»                |
| 2018        | 3 апреля    | Booker            | «BLADE RUNNER»                  |
| 2018        | 27 апреля   | Слава КПСС        | «Взрослая танцевальная музыка»  |
| 2018        | 16 июня     | СД                | «Священный Антихайп»            |
| 2018        | 2 сентября  | Замай, Слава КПСС | «ОВЕРХАЙП»                      |
| 2018        | 2 октября   | Замай, Слава КПСС | «ОВЕРХАЙП 2»                    |
| 2018        | 2 ноября    | Замай, Слава КПСС | «ОВЕРХАЙП 3»                    |
| 2018        | 4 ноября    | СД                | «Антропология»                  |
| 2019        | 12 июля     | Замай, СД         | «PRIMO EUROPEO»                 |
| 2019        | 18 октября  | Замай             | «Ричард 3»                      |
| 2020        | 2 октября   | СД, Да Ст         | «Парадизо»                      |
| 2020        | 4 ноября    | ST1M, СД          | «Аггро 2.0»                     |
| 2020        | 27 ноября   | Слава КПСС        | «Чудовище погубившее мир»       |
| 2020        | 3 апреля    | Замай             | «Lust Hero 2 (Deluxe)»          |
| 2020        | 20 ноября   | Замай             | «Андрей»                        |
| 2022        | 5 октября   | Замай             | «Mr. Gaslight»                  |
| 2022        | 12 октября  | Замай             | «LUST HERO 3»                   |
| 2022        | 16 декабря  | Lida              | «Новая рок-звезда»              |
| 2022        | 28 декабря  | Слава КПСС        | «Бутер Бродский 2»              |
| 2023        | 2 июня      | Lida              | «Дак Теилс 3»                   |
| 2023        | 9 июня      | Слава КПСС        | «ГОРГОРОД 2»                    |
| 2023        | 22 сентября | Слава КПСС        | «Любимые Песни Настоящих Людей» |
| 2023        | 3 ноября    | СД                | «Чёрный Альбом»                 |
| 2024        | 9 августа   | Замай             | «Молодой Бишкек LP»             |
| 2024        | 18 октября  | Слава КПСС        | «Россия34»                      |

### Мини-альбомы
| Год выпуска | Дата        | Имя                | Название                                               |
| ----------- | ----------- | ------------------ | ------------------------------------------------------ |
| 2016        | 6 июня      | Замай              | «Тафгай ЕР»                                            |
| 2016        | 3 августа   | Слава КПСС         | «Трудно быть с Богом»                                  |
| 2016        | 7 августа   | Замай              | «Lust Hero»                                            |
| 2017        | 25 апреля   | Слава КПСС         | «Комар-Парижанин»                                      |
| 2018        | 30 июля     | Слава КПСС, Джигли | «Rare Gods 3»                                          |
| 2019        | 22 марта    | Слава КПСС         | «Бутер Бродский»                                       |
| 2019        | 20 сентября | СД                 | «Романтик Колекшон»                                    |
| 2019        | 29 ноября   | СД                 | «СДСДСД»                                               |
| 2020        | 3 апреля    | Замай              | «Lust Hero, Vol. 2»                                    |
| 2021        | 12 марта    | Слава КПСС         | «Lil Бутер»                                            |
| 2021        | 28 мая      | Замай              | «Абориген»                                             |
| 2022        | 16 сентября | Lida               | «Привет, это последнее EP перед фитом с Моргенштерном» |

### Микстейпы
| Год выпуска | Дата        | Имя                | Название                |
| ----------- | ----------- | ------------------ | ----------------------- |
| 2016        | 20 сентября | Замай, Слава КПСС  | «Hype Train»            |
| 2017        | 12 сентября | СД                 | «Mixtape King Vol. 3»   |
| 2018        | 6 февраля   | СД                 | «Mixtape King Vol. 3.5» |
| 2019        | 12 июля     | СД, Замай          | «PRIMO EUROPEO»         |
| 2019        | 25 октября  | Слава КПСС         | «ОТТЕНКИ БАРДА»         |
| 2020        | 15 мая      | Слава КПСС, Джигли | «RARE GODS 4»           |
| 2020        | 21 августа  | Замай              | «Ne Andrey»             |
| 2021        | 12 февраля  | Замай              | «Lost Tapes 2»          |
| 2021        | 9 июля      | Замай, Слава КПСС  | «Antihypetrain»         |
| 2022        | 21 октября  | Слава КПСС         | «Ангельское True»       |
| 2023        | 10 ноября   | Замай              | «Lost Tapes 3»          |

### Сборники
| Год выпуска | Дата       | Имя        | Название                        |
| ----------- | ---------- | ---------- | ------------------------------- |
| 2017        | 28 августа | Слава КПСС | «Bootleg vol. 1»                |
| 2019        | 22 октября | Слава КПСС | «Демки за которые не заплатили» |
| 2020        | 4 декабря  | Слава КПСС | «Bootleg vol. 2»                |